# Rhanterium suaveolens
Rhanterium suaveolens là một loài thực vật có hoa trong họ Cúc. Loài này được Desf. miêu tả khoa học đầu tiên.